# Chlorophorus vicinus
Chlorophorus vicinus là một loài bọ cánh cứng trong họ Cerambycidae.